# Gare de Seurre
La gare de Seurre est une gare ferroviaire française de la ligne de Dijon-Ville à Saint-Amour, située sur le territoire de la commune de Seurre dans le département de la Côte-d'Or, en région Bourgogne-Franche-Comté.
Elle est mise en service en 1882 par la Compagnie des chemins de fer de Paris à Lyon et à la Méditerranée (PLM). Son guichet est fermé en 2016. 
C'est une gare de la Société nationale des chemins de fer français (SNCF), desservie par des trains TER Bourgogne-Franche-Comté. C'est également une gare marchandises qui dispose de voies de service et qui gère plusieurs Installations terminales embranchées.

## Situation ferroviaire
Établie à 181 mètres d'altitude, la gare de Seurre est située au point kilométrique (PK) 359,701 de la ligne de Dijon-Ville à Saint-Amour, entre les gares de Pagny (Côte-d'Or) et de Mervans.
C'est une ancienne gare de bifurcation, origine de la ligne de Seurre à Chalon-sur-Saône, dont la section de Seurre à Allerey est déclassée et déposée.

## Histoire
La station de Seurre est officiellement mise en service le 20 juin 1882 par la Compagnie des chemins de fer de Paris à Lyon et à la Méditerranée (PLM), lorsqu'elle ouvre à l'exploitation la voie unique de la section de Dijon à Seurre de sa ligne de Dijon à Saint-Amour. C'est une station de 2e classe établie sur un palier à 6 802,25 mètres de celle de Pagny. Elle dispose d'un bâtiment voyageurs, d'une halle à marchandises avec quai découvert, d'un abri, d'un pavillon d'aisances, de deux quais et de voies de service.

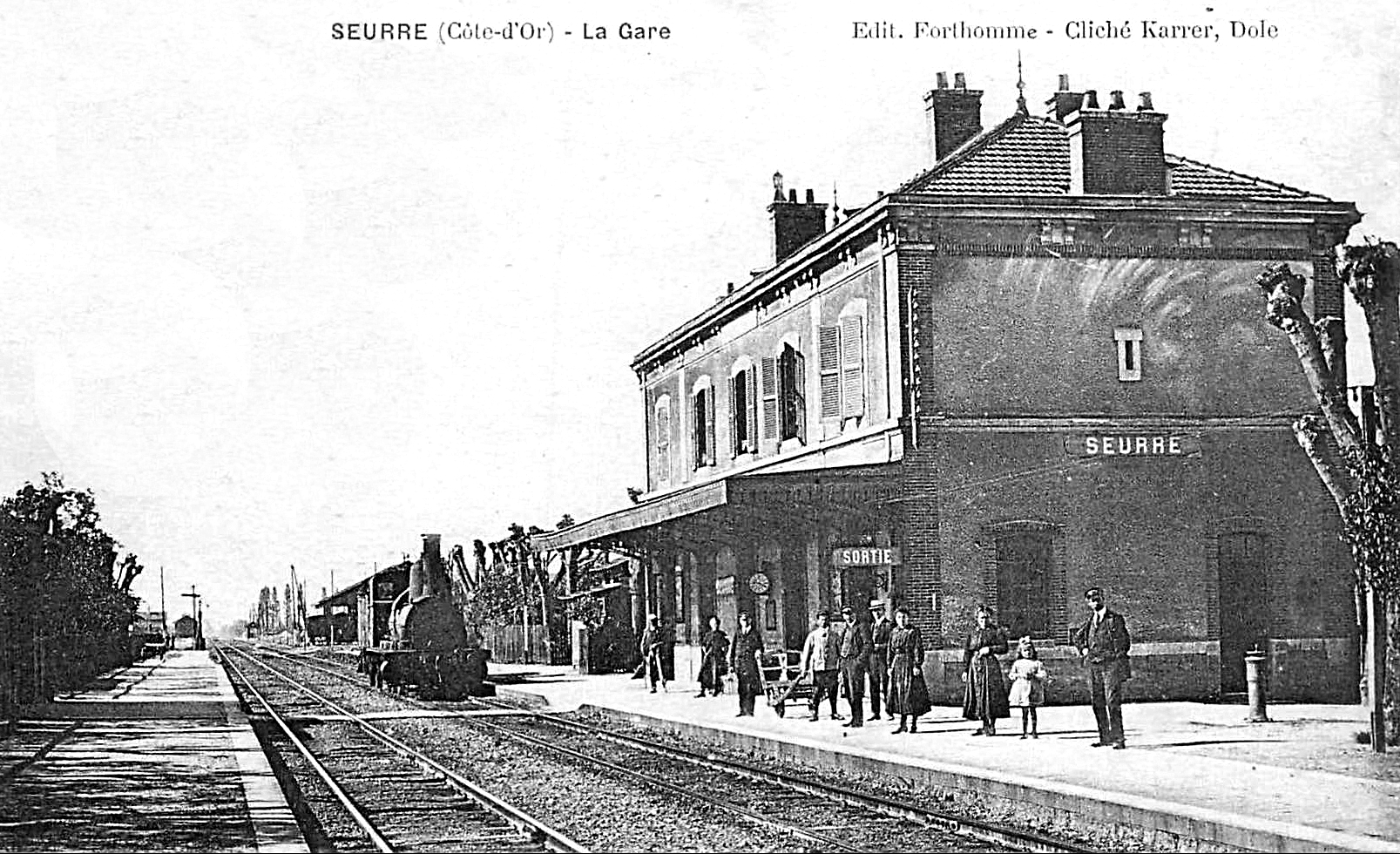
Bâtiment et quais de la gare PLM vers 1900.

Elle devient une gare de bifurcation le 12 juillet 1887, lorsque la compagnie PLM ouvre à l'exploitation la section de Seurre à Allerey qui devient ensuite une partie de la ligne de Seurre à Chalon-sur-Saône.
La gare de Seurre est incluse dans la Nomenclature 1911 des gares du PLM : c'est une gare qui peut expédier, mais pas recevoir, des dépêches privées et qui est ouverte aux services marchandises de la grande et de la petite vitesse, à l'exclusion, dans les deux cas, des chevaux chargés dans des wagons-écuries s'ouvrant en bout et des voitures à quatre roues, à deux fonds et deux banquettes dans l'intérieur, omnibus diligences, etc. Elle est située, sur la ligne de Gray à Chalon entre la gare de Pagny (Côte-d'Or) et la station de Chivres et sur la ligne de Dijon à Saint-Amour entre les gares de Pagny (Côte-d'Or) et de Navilly.
En 1918, une voie de tiroir est établie du côté de Saint-Amour.
La section de Seurre à Allerey, de la ligne de Seurre à Chalon-sur-Saône, est fermée au service des voyageurs le 1er juillet 1938 et la section de Seurre à Chivres est fermée au service des marchandises au début des années 1940.
À partir de 2009, le guichet n'est plus ouvert le week-end mais seulement en semaine du lundi au vendredi. En décembre 2014, la menace[non neutre] d'une fermeture complète du guichet fait réagir les élus locaux qui se réunissent devant la gare, la SNCF justifie alors ce projet par l'insuffisance des ventes moyennes qui sur une année seraient de trois clients par heure. Cette affaire redevient d'actualité au début de l'année 2016, le maire ayant été informé d'une fermeture le 1er avril. À la suite de cette information, les habitants se mobilisent et manifestent, devant la gare, avec leurs élus le 19 mars, la SNCF propose par courrier d'ouvrir un « Nova'TER » dans un commerce ou un lieu public. Quelques jours plus tard les élus de la commune accompagnés par des élus de la communauté de communes et par des représentants des syndicats vont manifester devant la direction régionale SNCF à Dijon. La fermeture est reportée au 25 avril. Une pétition rassemblant plus de 500 signatures ne permet pas la conservation du guichet qui est fermé le lundi 25 avril 2016 par la SNCF. La gare ne dispose plus que d'un automate, pour l'achat de titres de transport TER, utilisable uniquement avec une carte bancaire.

## Fréquentation
De 2015 à 2023, selon les estimations de la SNCF, la fréquentation annuelle de la gare s'élève aux nombres indiqués dans le tableau ci-dessous.
| Année     | 2015   | 2016   | 2017   | 2018   | 2019   | 2020   | 2021   | 2022   | 2023   |
| --------- | ------ | ------ | ------ | ------ | ------ | ------ | ------ | ------ | ------ |
| Voyageurs | 63 082 | 51 862 | 53 673 | 50 089 | 59 970 | 50 275 | 49 824 | 67 314 | 59 749 |

## Service des voyageurs

### Accueil
Gare SNCF, elle dispose d'un bâtiment voyageurs, sans guichet mais avec une salle d'attente, ouvert tous les jours. Elle est équipée d'un automate pour l'achat de titres de transport TER. C'est une gare Accès plus avec des aménagements, équipements et service (sur réservation) pour les personnes à mobilité réduite.
Une passerelle permet la traversée des voies et l'accès aux quais.

### Desserte
Seurre est desservie par des trains du réseau TER Bourgogne-Franche-Comté de la relation Dijon-Ville - Bourg-en-Bresse (ou TerminusSeurre).

### Intermodalité
Un parc pour les vélos et un parking pour les véhicules y sont aménagés. 
Un service de cars, à tarification SNCF, renforce la liaison de Seurre à Louhans via Mervans. 

## Service des marchandises
La gare de Seurre, dispose de voies de service opérationnelles et elle gère trois Installations terminales embranchées : deux dépendants directement de la gare et la troisième qui concerne le Technoport de Pagny-Bourgogne est gérée à distance.

## Patrimoine ferroviaire
L'ancien bâtiment voyageurs de 2e classe du PLM, mis en service en 1882. Toujours présent, utilisé par la SNCF, et en bon état en octobre 2019.